# Дриано, Сюзанна
Сюзанна Дриано (итал. Susanna Driano, род. 28 мая 1957 года Сиэтл, Вашингтон, США) — итальянская фигуристка, выступавшая в одиночном катании. Хотя Дриано родилась в США, на международном уровне она представляла Италию — страну, откуда приехал её отец, который был судьёй и рефери в фигурном катании.

## Карьера
Первым тренером стала её мама, неоднократная канадская чемпионка в парном катании. Далее она работала с Фасси, а в конце карьеры вернулась вновь к маме.
Одна из многочисленных, похожих друг на друга по стилю катания, воспитанниц тренера К.Фасси. Спортсменка стала бронзовым призёром чемпионата мира 1978 года, в исключительной ситуации, заняв 4-е место в фигурах и 6-е в короткой и лишь 6-е произвольной программе (тройные прыжки фигуристка так и не освоила), тем не менее удержалась по сумме оценок на третьем месте. Повторить этот успех итальянские фигуристки смогли лишь в 2005 году, когда Каролина Костнер на чемпионате мира стала третьей. Хотя Дриано окончила спортивную карьеру после Олимпийских игр 1980, она так никогда и не перешла в профессионалы.

## Результаты
| Соревнование            | 1975 | 1976 | 1977 | 1978 | 1979 | 1980 |
| Зимние Олимпийские игры |      | 7    |      |      |      | 8    |
| Чемпионаты мира         | 9    | 10   | 6    | 3    | 8    | WD   |
| Чемпионаты Европы       | 6    | 5    | 3    | 5    | 8    | 3    |

- WD — снялась с соревнований.